# 孙彦
孙彦，教授，主要研究领域为生物化工和生物医药工程等。中国教育部第三批“长江学者”特聘教授，获得中国“国务院政府特殊津贴”，发表论文数百篇，担任《Biochemical Engineering Journal》等编委，出版《生物分离工程》一书。

## 生平
1983年天津大学化学工程系本科毕业，1987年、1990年先后获得东京大学硕士、工学博士学位； 
1993年11月任天津大学化学工程系教授。